# 1998年冬季残疾人奥林匹克运动会乌克兰代表团
1998年冬季残疾人奥林匹克运动会乌克兰代表团是乌克兰派出的1998年冬季残疾人奥林匹克运动会代表团。获得3枚金牌、2枚银牌和4枚铜牌。